# Kilburn, Nam Úc
Kilburn là vùng ngoại ô của Thành phố Port Adelaide Enfield ở miền tây bắc thành phố Adelaide, thủ đô tiểu bang Nam Úc, nước Úc. Mã bưu điện của ngoại ô là 5084. Khu ngoại ô này giáp ranh với Blair Athol, Gepps Cross, Wingfield, Regency Park và Prospect. Kilburn có chung mã bưu chính với Blair Athol, đó là 5084. 